# Georges Lemaître
Georges-Henri Lemaître (wymowaⓘ) (ur. 17 lipca 1894 w Charleroi, zm. 20 czerwca 1966 w Leuven) – belgijski naukowiec i duchowny katolicki; astronom, astrofizyk teoretyczny i kapłan w stopniu prezbitera. Prezes Papieskiej Akademii Nauk (1960–1966), laureat prestiżowych nagród astrofizycznych wiodących w jego czasach jak francuskie Prix Jules-Janssen (1936) i brytyjski Medal Eddingtona (1953). 
Lemaître to jeden ze współtwórców XX-wiecznej kosmologii relatywistycznej, obok Alberta Einsteina i Aleksandra Friedmana. W latach 20. wysunął hipotezę Wielkiego Wybuchu i na jej podstawie przewidział istnienie promieniowania reliktowego, potwierdzonego w latach 60. przez Penziasa i Wilsona. Lemaître jako pierwszy zastosował w kosmologii fizykę kwantową.
Belgijski uczony został upamiętniony m.in. nazwami prawa astrofizycznego i rozwiązań ogólnej teorii względności, które znalazł:
- prawo Hubble’a-Lemaître’a opisuje ucieczkę galaktyk (rozszerzanie się obserwowalnego Wszechświata) i przez dekady było nazywane prawem Hubble’a;
- metryka FLRW należy do modeli kosmologicznych opartych na zasadzie kosmologicznej;
- Model Lemaître’a-Tolmana-Bondiego – czasem zwany modelem Tolmana – uogólnia powyższy wynik, usuwając warunek jednorodności[2].

## Życiorys

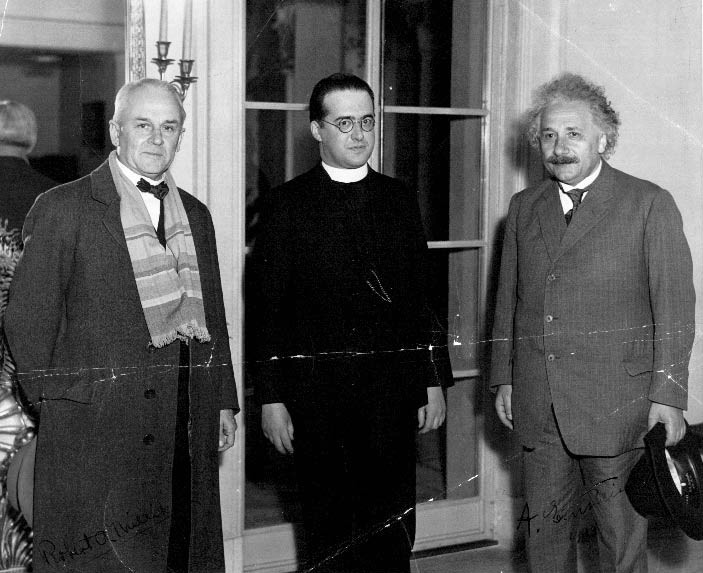
Millikan, Lemaître i Einstein po wykładzie Lemaître'a w California Institute of Technology (Caltech) w styczniu 1933 roku.

### Pochodzenie i wykształcenie
Georges Lemaître urodził się 17 lipca 1894 roku w Charleroi w Belgii. Odbywał tam też studia średnie w kolegium jezuickim. W 1910 roku przeniósł się z rodziną do Brukseli, gdzie zapisał się do Kolegium św. Michała w Etterbeek. Planował przygotować się tam do studiów górniczych, które rozpoczął w 1911 roku na Uniwersytecie w Leuven.
Ukończył studia w 1914 roku i zaraz po wybuchu I wojny światowej wstąpił do wojska. W 1919 roku wrócił do Leuven, aby uzyskać doktorat z matematyki i fizyki. Po jego uzyskaniu, w październiku 1920 roku Lemaître wstąpił do seminarium duchownego dla opóźnionych powołań w Mechelen. Święcenia kapłańskie przyjął 22 września 1923 roku.

### Kariera badawcza
Niedługo po święceniach Lemaître uzyskał stypendium na wyjazd do Cambridge University. Następnie odwiedził Kanadę i Stany Zjednoczone, gdzie zatrzymał się dłużej w Harvard College Observatory, gdzie opublikował swoje prace o Wszechświecie de Sittera i gwiazdach zmiennych, oraz w Massachusetts, gdzie rozpoczął regularne studia w MIT, a następnie uzyskał tam kolejny doktorat.
W 1936 roku przyznano mu nagrodę Prix Jules-Janssen.
W 1940 roku Lemaître został członkiem Papieskiej Akademii Nauk, a w 1960 roku jej prezesem, którym pozostał do śmierci. Za jego rządów do Akademii nowi członkowie byli powoływani bez względu na narodowość i wyznanie. Między innymi przyjęto do niej Paula Diraca i Johna Ecclesa.
Pierwszą poważną chorobą Lemaître'a był zawał serca w 1964 roku. Kryzys nastąpił 9 czerwca 1966 roku. Lemaître został umieszczony w szpitalu, gdzie Odon Godart odwiedził go 16 lub 17 czerwca, aby porozmawiać o odkryciu przewidzianego wcześniej przez Lemaître'a promieniowania tła. Lemaître zmarł 20 czerwca 1966 roku. Został pochowany na cmentarzu w Charleroi.

## Dorobek w kosmologii
W kwietniu 1927 roku Lemaître opublikował swoją najważniejszą pracę pt. Wszechświat jednorodny o stałej masie i rosnącym promieniu, wyjaśniający prędkość radialną mgławic pozagalaktycznych (Un universe homogène de masse constante et de rayon croissant rendant compte de la vitesse radiale des nébuleuses extra-galactiques). Jako pierwszy zestawił przewidywania modelu kosmologicznego z obserwacjami galaktyk. Praca ta została zupełnie zignorowana. W 1929 Edwin Hubble opublikował jako swoją teorię o  rozszerzaniu wszechświata, nie wspominając o pracy Lemaître’a. Na poważniejsze potraktowanie teorii pierwotnego atomu (Wielkiego Wybuchu) trzeba było poczekać kilkadziesiąt lat.

## Literatura dodatkowa
- Dominique Lambert, The Atom of the Universe. The Life and Work of Georges Lemaître, Kraków: Copernicus Center Press, 2015, ISBN 978-83-7886071-6.